# Енгибарян, Ерванд Жакович
Ерванд Жакович Енгибарян (арм. Երվանդ Ենգիբարյան; 21 октября 1983, Ереван, — 22 октября 2013, там же) — армянский актёр и режиссёр. Играл на сцене Ереванского государственного русского драматического театра имени Станиславского, снимался в кино. Лауреат двух премий «Артавазд» (2007 и 2013).

## Биография
Родился в 1983 году. Окончил актёрскую студию Ереванского государственного русского драматического театра имени Станиславского и режиссёрское отделение Ереванского института театра и кино. Работал ведущим актёром и режиссёром театра имени Станиславского, играл в армянских фильмах и сериалах. Преподавал сценическое движение в актёрской студии в театре.
Погиб в ДТП 22 октября 2013 года, около 5 часов утра. Его автомобиль «Мерседес», ехавший по проспекту Мясникяна в Ереване, выехал с проезжей части, врезался в столб и перевернулся. Сидевший за рулём Ерванд Енгибарян скончался на месте, а пассажирка автомобиля Мариам Саргсян с тяжёлыми травмами была доставлена в больницу.

## Роли в театре

### Ереванский государственный русский драматический театр им. Станиславского
- «Княгиня павшей крепости» по пьесе Л. Шанта — Атом
- «Фрёкен Юлия» по пьесе А. Стриндберга — Ян
- «Разорванная цепь» по пьесе А. Григоряна и М. Мариносяна — Митяй
- «Я женюсь на американке» по пьесе А. Ширванзаде — Жорж
- «Ханума» по пьесе А. Цагарели — Коте
- «Одноклассники» по пьесе Ю. Полякова — Федор Строчков
- «Фельдфебель Баттерфляй» по пьесе Р. Кавози — Марко
- «Кьоджинские перепалки» по пьесе К. Гольдони — Тита-Нане
- «Поминальная молитва» по пьесе Г. Горина — Перчик
- «Ревизор», по пьесе Н. В. Гоголя — Хлестаков
- «Горе от ума», по пьесе А. С. Грибоедова — Чацкий
- «На всякого мудреца довольно простоты», по пьесе А. Н. Островского — Глумов
- «Шагане ты моя…» по пьесе Г. Лалаянц — Есенин
- «Утиная охота» по пьесе А. Вампилова — Зилов[3]

## Режиссёрские работы
Режиссёр спектаклей:
- 2009 — «Скандал без антракта» (А. Марданян)
- 2012 — «Любовь со скелетом» (А. Яхонтов)

Второй режиссёр спектаклей:
- «Маньяк» (А. Слуцки)
- «Кьоджиские перепалки» (К. Гольдони)
- «Я женюсь на американке»/«Кум Моргана» (А. Ширванзаде)
- «Терем-теремок» (С. Маршак)[3]

## Фильмография
- Планета Тиграна
- Школа ангелов
- Три товарища
- Видение смерти (озвучивание)
- Ход конём[3]
- Стрелок-2
- Альпинист

## Награды
- 2007 — Премия «Артавазд» в номинации «Лучший молодой актёр» (за роль Хлестакова в спектакле «Страсти по ревизору» в Ереванском государственном русском драмтеатре имени Станиславского)[2][4]
- 2013 — Премия «Артавазд» в номинации «Лучшая мужская роль» (за роль Зилова в спектакле «Утиная охота» в Ереванском государственном русском драмтеатре имени Станиславского)[5]